# Буда, Уссени
Уссени Буда (фр. Ousseni Bouda; род. 28 апреля 2000, Уагадугу) — буркинийский футболист, вингер клуба «Сан-Хосе Эртквейкс» и сборной Буркина-Фасо.

## Клубная карьера
Уссени Буда начал свою карьеру в ганийской академии «Право на мечту». Затем он перешёл в школу Миллбрук где играл за команду Миллбрук Мустангс. После Буда перешёл в академию «Блэк Рок», где дебютировал за основной состав 23 мая 2018 года, выйдя на замену в матче против «Сикоуст Юнайтед Фантомс», который закончился вничью 1:1.
В 2019 году Уссени присоединился к мужской футбольной команде Стэнфордского университета. 30 августа 2019 года футболист дебютировал в студенческой команде Стэнфорда, одержав победу со счётом 5—0 над Университетом штата Пенсильвания, где он забил свой первый гол за команду.
11 января 2022 игрок присоединился к клубу MLS «Сан-Хосе Эртквейкс». Боуда дебютировал за клуб 5 марта 2022 года.
28 июня 2024 года Уссени Буда перешёл на правах аренды в клуб ЮСЛ «Монтерей-Бэй» на оставшуюся часть сезона 2024 года. Буда дебютировал в составе клуба 29 июня 2024 года, выйдя на замену на 66-й минуте в выездном матче против «Колорадо-Спрингс Суитчбакс», закончившемся поражением со счётом 1—0. На следующей неделе 6 июля буркинийский футболист впервые вышел в стартовом составе в составе команды на выезде против «Питтсбург Риверхаундс», где он забил свой первый гол за клуб на 91-й минуте, которой стал победным.
Буда был отозван в Эртквейкс 20 июля 2024 года перед выездным матчем против «Миннесота Юнайтед».

## Международная карьера
Уссени Буда дебютировал за сборную Буркина-Фасо 7 июня 2022 года, выйдя на замену на 63-й минуте в отборочном матче Кубка африканских наций 2023 года против Эсватини. Буда забил свой первый гол за сборную 22 марта 2024 года в товарищеском матче против Ливии, который закончился проигрышем Буркина-Фасо со счётом 2—1.